# Fougax-et-Barrineuf
Fougax-et-Barrineuf (okzitanisch Fogats e Barrinòu) ist eine französische Gemeinde mit etwa 430 Einwohnern (Stand 1. Januar 2022) im Département Ariège in der Region Okzitanien. Sie gehört zum Kanton Pays d’Olmes und zum Arrondissement Pamiers. 
Sie grenzt im Nordwesten an Bénaix, im Norden an L’Aiguillon, im Osten an Bélesta, im Südosten an Roquefeuil (Berührungspunkt), im Süden an Belcaire und im Südwesten an Comus und Montségur.

## Bevölkerungsentwicklung
| Jahr                       | 1962 | 1968 | 1975 | 1982 | 1990 | 1999 | 2008 | 2015 |
| -------------------------- | ---- | ---- | ---- | ---- | ---- | ---- | ---- | ---- |
| Einwohner                  | 594  | 542  | 508  | 492  | 506  | 448  | 513  | 439  |
| Quellen: Cassini und INSEE |      |      |      |      |      |      |      |      |